# Meteosat (banda)
Meteosat fue un grupo madrileño de indie pop formado en 1997 y disuelto en 2001. Entre sus influencias estaban el pop punk y el tecno pop español de la movida madrileña. Se caracterizaron por liderar la corriente popularmente conocida como Indie pop. 
Algunos de sus miembros procedían del grupo "Skylab". Sus composiciones estaban condicionadas especialmente por el bajo presupuesto con el que contaban para instrumentos o técnicas de grabación. La improvisación era la norma, y usaban tanto en sus grabaciones como en sus conciertos todo tipo de juguetes para conseguir sonidos, auriculares de walkman como micrófono, y teclados Casiotone como base rítmica (la formación original no tenía batería). 
Grabaron varios singles y un LP titulado Espunk!, con el que obtuvieron alguna repercusión en la escena alternativa española, llegando a crear alguna influencia en grupos como L-Kan, La Monja Enana o Blas y las Astrales con su actitud naif, su humor y su especial puesta en escena. 

## Historia

### De Skylab a Meteosat: 1996-1997
En 1996 Skylab (Diana Aller, Nacho Escolar, Eduardo Carrasco y Violeta Alcocer) presenta una maqueta de temas instrumentales realizados casi en exclusiva con teclados Casiotone al concurso anual de maquetas de la revista Rock de Lux. La maqueta termina siendo escogida entre los cuatro finalistas. La final consiste en un concierto para el festival BAM de Barcelona del año 1996. Su segundo y último concierto como Skylab fue como teloneros de Baby Powder, en la sala El Sol, de Madrid.
Poco tiempo después, en el otoño de 1996 la banda cambia su nombre al ya definitivo de Meteosat. Con un inexistente presupuesto y material "musical" comprado en las tiendas de Todo a 100 grabaron en la propia casa de Diana Aller una maqueta que contra todo pronóstico sería elegida como la mejor del año por el programa Diario Pop de Radio 3, dirigido por Jesús Ordovás. La maqueta llamó la atención de Luis Calvo (Viaje a los sueños polares e impulsor de Elefant Records).
Meteosat dio su primer concierto bajo ese nombre en la Sala Trilobyte de Madrid junto a grupos de hardcore populares en aquel momento en la escena madrileña, como Sugus. Los miembros del grupo en dicho momento eran Eduardo Carrasco, Borja Prieto, Nacho Escolar, Diana Aller y Pablo Dopico, como primer vocalista de la banda y autor de algunos de los temas más conocidos, sobre todo de esta primera época.

### Meteosat en Elefant Records: 1997-1998
Luis Calvo decidiría enviar a parte del grupo a Barcelona para grabar bajo la producción de David Rodríguez (Beef) un sencillo en su discográfica Elefant Records, que se acabó llamando "Los idiomas vivientes" y que incluía las canciones Rescate Espacial en Alfa Centauro (Meteosat + Pablo Dopico), Loco por los tiestos (Meteosat) y Radio España 2000 (Meteosat + Pablo Dopico). Este single apareció en el mercado en el otoño de 1997, convirtiéndose en un pequeño objeto de culto representativo de la movida pop de aquellos años.
Es en esta etapa cuando Warner Chappell a través de Enrique Magaz muestra interés por la banda y adquiere los derechos de edición de los temas de Meteosat, derechos que serán compartidos entre la editora discográfica y los componentes originales: Eduardo, Borja, Diana, Nacho y Pablo.
Pablo abandona definitivamente el grupo en el año 1998, pero su aportación en forma de letras y composiciones se mantendría hasta el último trabajo publicado por la banda, el CD Espunk (2000). Merece la pena destacar que uno de los componentes de Meteosat era el exdirector del diario Público, Ignacio Escolar.

### Meteosat en RCA: 1998-1999
El éxito de este primer EP y los numerosos conciertos de la banda atráen al grupo a la estela de la discográfica RCA, con quienes meteosat grabaría poco después un nuevo EP, "Mundo de metal" (1998). Dicho trabajo incluyó los temas Metal S.A. (Meteosat), Be a Bee (Meteosat + Pablo Dopico+ Violeta Alcocer) y Frío Estelar (Meteosat). "Mundo de Metal" fue grabado el junio de 1998 con la producción de Fino Oyonarte, y contó con una portada realizada por Javier Aramburu. 
Sin embargo, el sencillo vio retrasado su lanzamiento por la política realizada desde RCA hacia grupos españoles independientes tales como Los Planetas, Nosoträsh o los propios Meteosat. Las declaraciones de Borja Prieto al País de las Tentaciones el Viernes 7 el mayo de 1999 son indicativas de la evolución de las relaciones entre RCA y Meteosat: "No nos hacen ni caso. Creo que el grupo no es ahora el que ellos quisieron fichar. Nos dicen que no debemos jugar en la liga indie, sino en primera división. Bien, nos encantaría tener un vídeo en los 40 y portada en Tentaciones. Pero la directora de ese sitio quiere ponernos a alguien que controle nuestra música y nuestra imagen y convertirnos en un producto prefabricado. A mí me importaría un pimiento que pusieran a tocar a otro en el disco, mientras respeten nuestra actitud y nuestras canciones. Pero que no quieran vestirnos con chándales y slips de Calvin Klein: eso nunca."
Poco después, Meteosat abandonaría RCA para fichar por Universal Music Spain.

### Meteosat en Universal: 1999-2001
Ya en Universal, y tras haber atravesado diversos cambios de formación, Meteosat grabaría su primer y único álbum, Espunk! (2000), producido por Fino Oyonarte de Los Enemigos. Espunk obtuvo un inesperado éxito en los principales medios de comunicación, llegando a sonar en Los 40 Principales y alcanzando los primeros puestos de las listas de ventas con alrededor de 35.000 copias vendidas. 
Sin embargo, lo que era un grupo esencialmente indie pasaría a actuar (cantando en playback) en el programa de TVE Club Disney, y a grabar temas como "Vilma, ábreme la puerta". Tanto la web promocional y los vídeos realizados por Universal, como las apariciones de la banda en programas de televisión parecían ahora orientarse hacia el público infantil/juvenil. La estética del grupo también se había modificado sustancialmente. Meteosat era ya algo muy alejado de los orígenes independientes y malasañeros de la banda. Los 90 tocaban a su fin, y poco después de este último trabajo Meteosat anunciaría su definitiva disolución, que tendría lugar tras la gira de presentación del disco.

## Miembros a la disolución de la banda
- Verónica Fernández: voz principal.
- Diana: voz, coros, instrumentos poco ortodoxos.
- Edu: voz, coros, guitarra.
- Borja: teclados.
- Nacho: teclados, programación, bajo.

## Miembros anteriores
- Pablo Dopico: voz principal, letras y composición.
- Natalia González: voz principal.

## Discografía

### Álbumes
- Espunk! (Universal, 2000)

### Sencillos
- "Los idiomas vivientes" (Elefant, 1998)
- "Mundo de metal" (RCA, 1998)

- Datos: Q6011833